# Първаци
Първаците, наричани също протозои (Protozoa), са група едноклетъчни животински еукариоти, самостоятелни или паразитни, които се хранят с органични вещества, като например други микроорганизми или органични тъкани и остатъци. Исторически, първаците се разглеждат като „едноклетъчни животни“, тъй като те често имат поведение като това на животните, като например моторика и хищничество, и нямат клетъчна стена, каквато присъства в растенията и много водорасли. Въпреки че традиционната практика на групиране на първаците с животните вече не се счита за валидна, терминът продължава да се използва свободно за идентифициране на едноклетъчни организми, които могат да се движат самостоятелни и да се хранят хетеротрофно. За откриване метода на деленето им сравнително е помогнал Акад. Методий Попов.
В някои системи за биологична класификация, първаците се явяват таксономична група от високо ниво. Когато са въведени за пръв път през 1818 г., първаците представляват таксономичен клас, но в по-късните схеми на класификация са издигнати до по-високи категории, включително тип, подцарство и царство. След поредица от класификации, предложени от Томас Кавалиър-Смит и колегите му след 1981 г., първаците се считат за царство. През 2015 г. е предложена схема, поставяща осем типа под царството: Euglenozoa, Amoebozoa, Metamonada, Choanozoa, Loukozoa, Percolozoa, Microsporidia и Sulcozoa.

## История
Терминът протозои е въведен през 1818 г. от зоолога Георг Август Голдфус като гръцки еквивалент на немското Urtiere, означаващо „примитивни“ или „първични животни“. Той го въвежда като клас, съдържащ това, което той счита за най-прости животни. Първоначално категория включва не само едноклетъчни микроорганизми, но и някои по-нисши многоклетъчни животни, като например ротифери, корали, водни гъби, медузи, ектопрокти и многочетинести червеи. Употребата на протозоите като формален таксон не се одобрява от всички учени, основно защото терминът загатва родство с животните и в същото време насърчава произволното разделяне на „животно-подобни“ от „растително-подобни“ организми.
През 1848 г. в резултат от напредването на клетъчната теория, развивана от Теодор Шван и Матиас Шлайден, зоологът Карл фон Зиболд предлага, че телата на първаци като ресничести и амеби са съставени от една-единствена клетка, подобна на тези, от които са съставени многоклетъчните тъкани на растенията и животните. Фон Зиболд реорганизира първаците така, че да включват само едноклетъчни форми на живот. В същото време той повишава класа до тип, съдържащ два големи класа микроорганизми: Infusoria (основно ресничести и камшичести) и Rhizopoda (основно амеби). Определението на първаците като тип или подцарство, съставено от едноклетъчни организми, е прието и от зоолога Ото Бючли, който понякога е наричан „архитект на протозоологията“. Бидейки тип от царството на животните, първаците се застъпват силно в старата класификация на живота от две царства, според която всички живи същества се класифицират или като животни, или като растения. Докато тази схема преобладава, първаците се считат за животни и се изучават в департаментите по зоология.
Критиките срещу тази система започват през втората половина на 19 век, когато започва да се разбира, че много организми отговарят на критериите за включване както при растенията, така и при животните. Например, водораслите Euglena и Dinobryon имат хлоропласти за фотосинтеза, но могат да се хранят и с органични вещества и са подвижни. През 1860 г. биологът Джон Хог се обявява срещу употребата на групата на първаците, поради разделението на натуралистите относно статутът на тези организми като животни или растения. Според него, царствата на животните и на растенията са като две големи пирамиди, свързани една с друга в основите си.
Шест години по-късно, Ернст Хекел предлага трето царство на живите организми, което нарича протисти. Първоначално той включва няколко многоклетъчни в това царство, по-късно ограничава протистите до само едноклетъчни организми или прости колонии, чиито индивидуални клетки не са от различни тъкани.
Въпреки тези предложения, първаците стават предпочитания таксономичен ред за хетеротрофни микроорганизми като амеби и ресничести и остават такъв повече от век. През 20 век, обаче, старата система от две царства започва да отслабва с нарастващите доказателства, че гъбите не принадлежат към растенията и че повечето едноклетъчни първаци са по-тясно свързани с животните, отколкото с растенията. Към средата на столетието някои биолози започват да подкрепят възраждането на идеята за протистите на Хекел като царство на еукариотите редом с растенията, животните и гъбите. И докато много учени днес са отхвърлили първаците като група от високо ниво, други все още я подкрепят в ролята ѝ на царство. Тъй като първаците, с традиционното им определение, не могат вече да се считат за примитивни животни, често се предпочита термина „протисти“.

## Характеристики

### Устройство на тялото
Тялото, изградено от една клетка, има просто или сложно ядро. Ядрата могат да бъдат и няколко. Във физиологично отношение първаците са цялостен организъм с организация на клетъчно равнище. Размножават се по побол и безполов начин. Някои образуват колонии, възникващи вследствие на неотелянето на дъщерни индивиди при пъпкуване. Други достигат до състояние, близко до многоклетъчност.

### Размер
Размерът на първаците, според традиционното им определение, варира от 1 микрон до няколко милиметра или повече. Сред най-големите се нареждат дълбоководните гигантски едноклетъчни Xenophyophorea, чиято обвивка може да достигне 20 cm в диаметър.
| Вид                       | Тип клетка                               | Размер в микрони |
| ------------------------- | ---------------------------------------- | ---------------- |
| Plasmodium falciparum     | малариен паразит, трофозоидна фаза       | 1 – 2            |
| Massisteria voersi        | свободно живеещ амебоид                  | 2.3 – 3          |
| Bodo saltans              | свободно живеещ камшичест кинетопластид  | 5 – 8            |
| Plasmodium falciparum     | малариен паразит, гаметоцитна фаза       | 7 – 14           |
| Trypanosoma cruzi         | паразитен кинетопластид, Болест на Шагас | 14 – 24          |
| Entamoeba histolytica     | паразитен амебозоид                      | 15 – 60          |
| Balantidium coli          | паразитно камшичесто                     | 50 – 100         |
| Paramecium caudatum       | свободно живеещо камшичесто              | 120 – 330        |
| Amoeba proteus            | свободно живеещ амебозоид                | 220 – 760        |
| Noctiluca scintillans     | свободно живеещи динофлагелати           | 700 – 2000       |
| Syringammina fragilissima | фораминиферен амебоид                    | до 200 000       |

### Местообитание
Свободноживеещите първаци често изобилстват както в сладка, така и в солена вода. Срещат се и в други влажни среди, като например почви и мъхове. Някои видове могат да процъфтяват в среди с тежки условия, като например горещи термални извори или изключително солени езера и лагуни. Всичките първаци се нуждаят от влажен хабитат, макар някои да могат да оцеляват в продължение на дълго време в суха среда, образувайки кисти, които им позволяват да изпаднат в летаргия, докато условията се подобрят.
Паразитните и симбиотичните първаци живеят върху или заедно с други организми, включващи гръбначни и безгръбначни, както и растения и други едноклетъчни организми. Някои са безвредни или благоприятни за гостоприемника си, докато други могат да го заразят с болести като бабезия, малария и токсоплазмозма.
Връзката между симбиотичните първаци и гостоприемниците им може да е взаимоизгодна. Камшичести първаци като Trichonympha и Pyrsonympha живеят в храносмилателната система на термитите, където те помагат на насекомото да смила дърво, като разграждат сложни захари до по-малки и по-лесно смилаеми молекули. Широк набор от първаци живеят коменсално в търбусите на преживни животни като говеда и овце. Такива са Trichomonas, Isotricha и Entodinium. Подкласът камшичести Astomatia е съставен изцяло от симбионти без усти, адаптирани за живот в червата на прешленести червеи.

### Хранене
Всички първаци са хетеротрофни, набавяйки си хранителни вещества от други организми, като или ги изяждат, или консумират техните органични остатъци и вторични продукти. Някои първаци приемат храна чрез фагоцитоза, поглъщайки органични частици чрез псевдоподи или чрез специален усто-подобен отвор, наречен цитостом. Други приемат храна чрез осмотрофия, абсорбирайки разградени хранителни вещества чрез клетъчните си стени.
Паразитните първаци използват широк набор от хранителни методи, а някои могат да сменят начина си на хранене в различни етапи от жизнения си цикъл. Например, маларийният паразит Plasmodium се храни чрез пиноцитоза през трофозоидната си (незряла) фаза, но развива специални органели за хранене (цитостоми) в хода на узряването си в червена кръвна клетка на гостоприемника.
Първаците могат да живеят и като миксотрофи, допълвайки хетеротрофната си диета с автотрофия. Някои първаци могат да образуват силна връзка със симбиотични фотосинтезиращи водорасли. Други прибягват до клептопластия, крадейки хлоропласти от организми жертви и задържайки ги като свои собствени клетки, докато те произвеждат хранителни вещества чрез фотосинтеза. Ресничестото Mesodinium rubrum може да задържа функциониращи пластиди от криптофидни водорасли и ги използва да се храни чрез автотрофия. Тези пластиди могат да бъдат откраднати и от рода Dinophysis, който се храни с Mesodinium rubrum. Попаднали в Dinophysis, пластидите могат да продължат да функционират в продължение на месеци.

### Подвижност
Организмите, които традиционно се класифицират като първаци, обитават влажни среди. Групата включва камшичести, които се движат с помощта на камшичета, ресничести, които се движат с реснички, и амеби, които се движат с псевдоподи. Все пак, има и първаци, които са неподвижно закрепени и съвсем не се движат.

### Жизнен цикъл
Някои първаци имат жизнен цикъл от две фази, редувайки трофозоидна фаза и летаргична фаза (кисти). Под формата на кисти, първаците могат да оцеляват при тежки условия (екстремни температури или вредни химикали) или в продължение на дълго време без достъп от хранителни вещества, вода или кислород. Именно като кисти паразитните видове могат да оцеляват извън гостоприемника си и се придвижват от един гостоприемник към друг. Под формата на трофозоиди, първаците се хранят активно.
Всички първаци се възпроизвеждат безполово чрез делене. Много първаци обменят генетичен материал по полов начин, обикновено чрез сливане. Въпреки това, сексуалността обикновено не е част от процеса по възпроизвеждане и не води пряко до увеличаване на популацията.

## Класификация
Исторически, първаците се класифицират като „едноклетъчни животни“, представляващи тип в царството на протистите. В старите системи за класификация типът Protozoa често е разделян на няколко подгрупи, отразяващи начина им на придвижване. Схемите се различава, но през по-голямата част от 20 век големите подгрупи на първаците включват:
- Камшичести
- Ресничести
- Кореноножки
- Спорозоа
- Микроспоридии
- Хелиозои
- Радиоларии

С възникването на молекулярната филогенетика и напредването на техниката, позволяваща на изследователите пряко да сравняват ДНК на различни организми, става ясно, че от основните подгрупи на първаците, само ресничестите образуват естествена група или монофилен клад (т.е. отделно потекло от организми, споделящи общ прародител). Всички останалите подгрупи на първаците се оказват полифилни, които, макар че имат визуални прилики и сходен начин на живот, не са задължително тясно свързани едни с други. В днешно време тези групи са прекласифицирани сред различни други категории.

## Екология
Бидейки част от микро- и мейофауната, първаците са важен източник на храна за микроскопичните безгръбначни организми. Поради това, екологичната роля на първаците в обмена на бактерийни вещества към следващите трофични нива е важна. Като хищници, те се хранят с едноклетъчни или влакнести водорасли, бактерии и микроскопични гъби. В известна степен те контролират популациите на бактерии.

### Болести
Редица патогенни първаци паразитират у човека, причинявайки болести като: малария, амебиаза, лямблиоза, токсоплазмоза, криптоспоридиоза, трихомониаза, болест на Шагас, лайшманиоза, африканска трипанозомоза, акантамебен кератит и първичен амебен менингоенцефалит.